# Gabriel von Hackl
Gabriel (von) Hackl, né le 24 mars 1843 à Maribor (Basse-Styrie, Empire d'Autriche) et mort le 5 juin 1926  à Munich, est un peintre germano-autrichien historiciste.

## Biographie
Gabriel von Hackl a enseigné à l'Académie des beaux-arts de Munich.

## Élèves notables
- 1880 : Pius Ferdinand Messerschmitt
- 1884 : Albin Egger-Lienz
- 1885 : Max Slevogt
- 1887 : Richard Riemerschmid
- 1888 : Leo Putz
- 1889 : Wilhelm Thöny, Franz Naager
- 1890 : Edmund Edel
- 1891 : Hans von Hayek
- 1894 : Walther Linde
- 1896 : Carl Moser
- 1896 : Wilhelm Stumpf
- 1897 : Hans Purrmann
- 1897 : Georg Höhlig
- 1900/01 : Franz Marc
- 1900/01 : Hermann Ebers
- 1905 : Otto Obermeier
- 1905 : Ernesto de Fiori
- à partir de 1908 : Horațiu Dimitriu

## Liens externes

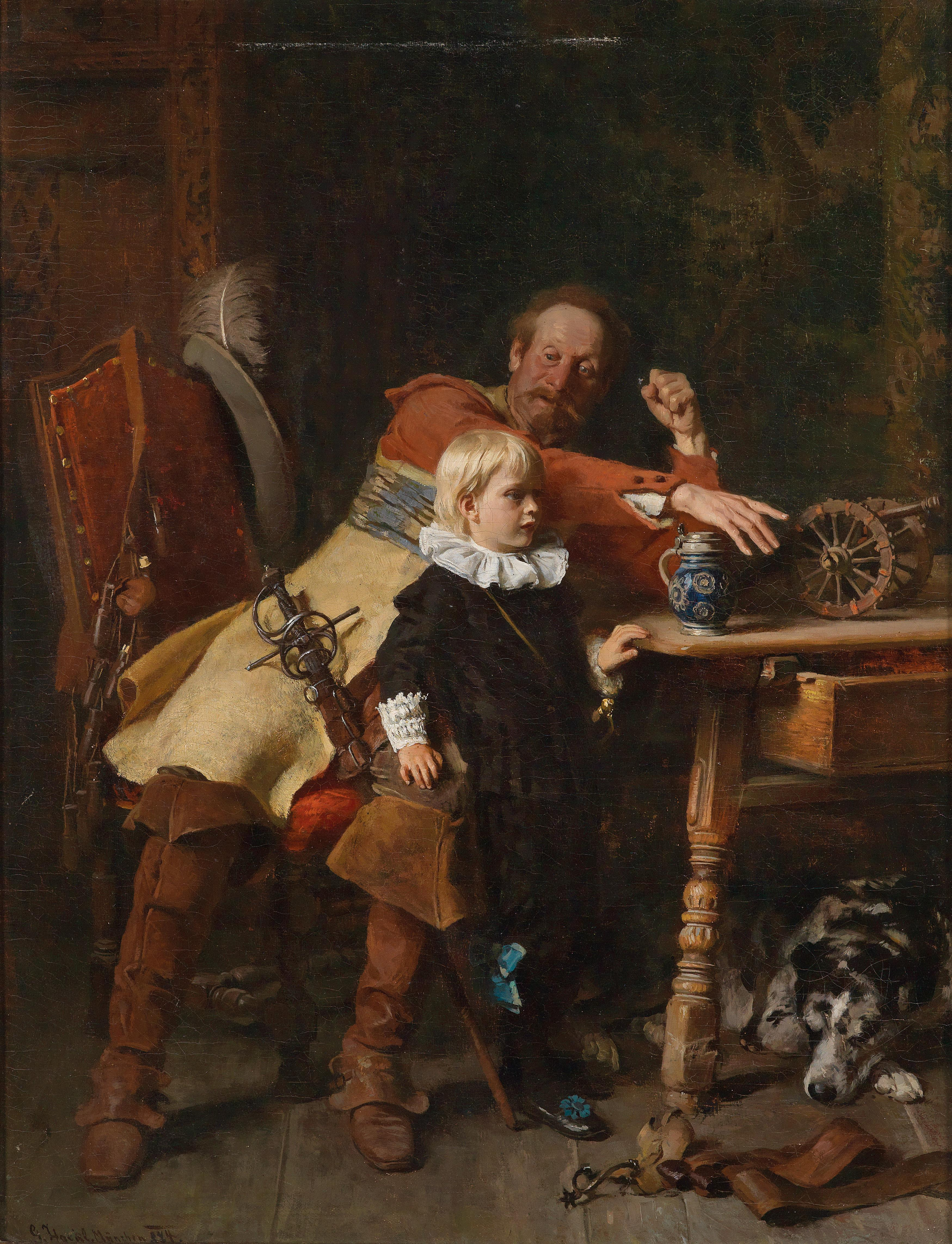
Gabriel von Hackl
Le Petit Soldat, 1874